# Уошборн, Мона
Мона Ли Уошборн (англ. Mona Lee Washbourne, 27 ноября 1903, Бирмингем, Великобритания — 15 ноября 1988, Лондон, Великобритания) — британская актриса, номинантка на премию «Золотой глобус» и BAFTA.

## Биография
Мона Уошборн родилась в пригороде Бирмингема, и начала свою карьеру в качестве концертирующей пианистки. Её сестра Кэтлин Уошборн была скрипачкой Симфонического оркестра Би-би-си под управлением сэра Адриана Боулта.
Актёрскую карьеру Уошборн начала в начале 1920-х годов на театральной сцене, а в 1948 году дебютировала на киноэкранах, появившись в дальнейшем в таких картинах как «Невесты Дракулы» (1960), «Билли-лжец» (1963), «Моя прекрасная леди» (1964), «Коллекционер» (1965),  «Если...» (1968) и «Синяя птица» (1976). В 1978 году за роль в фильме «Стиви» актриса была номинирована на премии «Золотой глобус» и BAFTA, а также стала обладательницей премии Лоренса Оливье за лучшую женскую роль второго плана. В 1971 году Уошборн была номинирована на театральную премию «Тони» за роль в бродвейской постановке «Дом» по пьесе Дэвида Стори. Одной из последних её ролей стала няня Хоукинс в сериале «Возвращение в Брайдсхед».
В 1940 году она вышла замуж за актёра Бэзила Дигмана, с которым была вместе до его смерти в 1979 году. Мона Уошборн умерла в 1988 году в возрасте 84 лет в Лондоне.